# 溶け出したガラス箱
『溶け出したガラス箱』（とけだしたがらすばこ）は、「吐痙唾舐汰伽藍沙箱」（とけだしたがらすばこ：木田高介、西岡たかし、斉藤哲夫の3人によるユニット）名義のスタジオプロジェクトによるアルバム。
1970年11月、URCレコードから発売された。

## 解説
西岡たかしが斉藤哲夫の唄に感動して、「斉藤哲夫みたいな唄にトライしたい」ことがきっかけ。
まさに音のオモチャ箱、洪水といった感のあるこの実験的なアルバム。
ゲストとして加藤和彦、細野晴臣、竹田和夫、上村律夫が参加している。
当時、この3人のユニットでステージに立ったことは一度もなく、発売の後にもプロモーションもせず、純粋にレコーディングだけの関係という、考えてみれば誠にぜいたくで不思議なアルバム。

### エピソード
なぎら健壱によると、当時斉藤哲夫は、自身のイメージと音楽との関係に悩んでおり、西岡たかしのオリジナル曲「何がなんだかわからない時」「さっきの君が」の収録でも、「ちょっと俺のイメージとは違うんだ」と頭を抱えて本気で悩んでいたという。

## 収録曲
全作詞・作曲：西岡たかし、全編曲：木田高介

### SIDE A
1. あんまり深すぎて  –  (5:22)
2. 何がなんだかわからない時  –  (5:56)
3. 君はだれなんだ  –  (2:57)
4. まるで君と同じのっぺら坊で  –  (3:59)

### SIDE B
1. ボクの右手の二本の指  –  (1:42)
2. マイケルの髪  –  (5:41)
3. 小さな花が道ばたに...  –  (3:41)
4. さっき君が  –  (2:44)

### デラックス・エディション (2015年版)
オリジナル収録曲にプラスして、URCレコードの倉庫で発掘された未発表バッキング・トラックスをDisc2として収録。
1. 何がなんだかわからない時〈前半〉(take-1)
2. 何がなんだかわからない時〈後半〉(take-1)
3. 君はだれなんだ (take-1)
4. 君はだれなんだ (take-2)
5. 君はだれなんだ (take-3)
6. まるで君と同じのっぺら坊で (take-1)
7. マイケルの髪 (take-1)
8. マイケルの髪 (take-2)
9. マイケルの髪 (take-3)
10. さっき君が (take-1)
11. さっき君が (take-2)
12. さっき君が (take-3)

## レコーディングメンバー

### あんまり深すぎて
- 歌  –  西岡たかし、木田高介
- ギター  –  竹田和夫
- ピアニカ  –  上村律夫
- ベース・ギター  –  さえきまさし
- ドラム  –  木田高介
- サン・オーケストラ

### 何がなんだかわからない時
- 歌  –  斉藤哲夫
- ギター  –  加藤和彦
- ギター  –  竹田和夫
- フルート  –  木田高介
- ベース・ギター  –  さえきまさし
- ドラム  –  木田高介
- サン・オーケストラ

### 君はだれなんだ
- 歌  –  西岡たかし、斉藤哲夫
- ギター  –  竹田和夫
- テナー・サックス  –  木田高介
- ベース・ギター  –  さえきまさし
- ドラム  –  木田高介
- サン・オーケストラ

### まるで君と同じのっぺら坊で
- 歌  –  西岡たかし、斉藤哲夫
- ギター  –  加藤和彦
- フルート  –  木田高介
- オルガン  –  上村律夫
- ベース・ギター  –  さえきまさし
- ドラム  –  木田高介

### ボクの右手の二本の指
- 歌  –  西岡たかし、斉藤哲夫
- パーカッション  –  西岡たかし、木田高介、斉藤哲夫
- ピアノ  –  上村律夫
- ベース・ギター  –  さえきまさし
- ドラム  –  木田高介

### マイケルの髪
- 歌  –  西岡たかし
- ギター  –  加藤和彦
- ギター  –  竹田和夫
- テナー・サックス  –  木田高介
- オルガン  –  上村律夫
- ベース・ギター  –  さえきまさし
- ドラム  –  木田高介
- サン・オーケストラ

### 小さな花が道ばたに...
- 歌  –  西岡たかし
- フルート  –  木田高介
- ベース・ギター  –  細野晴臣
- パーカッション  –  西岡たかし
- ビブラフォン  –  上村律夫
- ドラム  –  木田高介

### さっき君が
- 歌  –  斉藤哲夫
- ギター  –  加藤和彦
- ギター  –  竹田和夫
- フルート  –  木田高介
- ベース・ギター  –  さえきまさし
- ドラム  –  木田高介
- サン・オーケストラ

### スタッフ
- イラスト、写真  –  水野イサオ
- デザイン  –  矢吹申彦
- ミキサー  –  島雄一、四家秀次郎
- ディレクター  –  西岡たかし、木田高介
- プロデュース  –  秦政明

## 発売履歴
| 発売日        | レーベル                 | 規格           | 規格品番   | タイトル                                        | タイトル           | 備考                                                    |
| ------------- | ------------------------ | -------------- | ---------- | ----------------------------------------------- | ------------------ | ------------------------------------------------------- |
| 1970年11月    | URCレコード              | LP             | URG-4003   | 溶け出したガラス箱                              | 溶け出したガラス箱 |                                                         |
| 1980年        | SMSレコード              | LP             | SM20-4141  | 溶け出したガラス箱                              | 溶け出したガラス箱 |                                                         |
| 1989年7月25日 | キティ・レコード         | CD             | H20K-25005 | 溶け出したガラス箱                              | 溶け出したガラス箱 |                                                         |
| 1995年6月16日 | 東芝EMI                  | CD             | TOCT-8958  | 溶け出したガラス箱                              | 溶け出したガラス箱 |                                                         |
| 2003年3月5日  | avex io                  | CD             | IOCD-40048 | 溶け出したガラス箱                              | 溶け出したガラス箱 |                                                         |
| 2015年7月29日 | グリーンウッド・レコーズ | HQCD           | GRCL-6054  | 溶け出したガラス箱 －デラックス・エディション－ | Disc1              | 2015年デジタルリマスター盤                              |
| 2015年7月29日 | グリーンウッド・レコーズ | CD             | GRCL-6054  | 溶け出したガラス箱 －デラックス・エディション－ | Disc2              | URCの倉庫で発掘された未発表バッキング・トラックスを収録 |
| 2017年9月20日 | ポニーキャニオン         | LP             | PCJA-00070 | 溶け出したガラス箱                              | 溶け出したガラス箱 |                                                         |
| 2017年9月20日 | ポニーキャニオン         | カセットテープ | PCTA-00285 | 溶け出したガラス箱                              | 溶け出したガラス箱 |                                                         |